# Syagrus campylospatha
Syagrus campylospatha är en enhjärtbladig växtart som först beskrevs av João Barbosa Rodrigues, och fick sitt nu gällande namn av Odoardo Beccari. Syagrus campylospatha ingår i släktet Syagrus och familjen Arecaceae. Inga underarter finns listade i Catalogue of Life.